# Delta Sport
 (транскр.  Делта спорт) био је матично предузеће групе Делта спорт која је била дио Delta Holding-а.
Сједиште Delta Sport-а је било у Београду односно Новом Београду.

## Историја
Предузеће Delta Sport је основано 25. маја 1993. године, а угашено је 1. октобра 2020. Његова основна дјелатност је била трговина, малопродаја и велепродаја у домену спортске и модне индустрије и HoReCa (хотели, ресторани, кетеринг). Налазило се у власништву српског предузећа Delta Investment (81,78%) и кипарских компанија Hemslade Holding Limited (9,11%) и Daurama Holdings Limited (9,11%). Међутим, власништво над предузећем Delta Investment опет је имала кипарска компанија Astatine Holdings Limited (100%). Крајњи власник свих предузећа је био Мирослав Мишковић.

## Група Делта спорт
Основна предузећа у саставу групе Делта спорт су била:
- Београд;
- Београд;
- Београд.

Delta Sport је био ексклузивни дистрибутер компаније Nike и водећи спортски малопродајни ланац у региону. Био је франшизни партнер канадског модног бренда Aldo, а у склопу компаније је био и Delta Fashion — увозник познатих свјетских брендова Monsoon, Monsoon Children и Accessorize. Био је и франшизни партнер брендовима Mango и Sergent Major, као и Costa Coffee.